# کوآی آبی
کوآی آبی (نام علمی: Coua caerulea) نام یک گونه از سرده کوآ است.